# Albino (governador)
Luceio Albino ou Lúcio Albino governou a província romana da Judeia, entre os anos 63 e 64 d.C. na condição de procurador.

## Biografia
Nero nomeou Albino, em 63 para governar a Judeia após a morte de Festo. No tempo entre a morte de Festo e a chegada de Albino, o saduceu Anano, o novo sumo sacerdote nomeado por Agripa, aproveitando a oportunidade, convocou o Sinédrio e levou Tiago, irmão de Jesus, a julgamento. Tiago foi condenado, e executado por apedrejamento.
Os homens respeitadores da lei ficaram indignados com o comportamento de Anano, escreveram ao rei Agripa, e foram se encontrar com Albino, que estava em Alexandria. Albino escreveu para Alano, o ameaçando, mas, pelo mesmo motivo, Agripa retirou o sumo sacerdócio de Anano e o entregou a Jesus, filho de Dameu, Anano foi sumo sacerdote por apenas três meses.
Assim que chegou a Jerusalém, Albino tentou restaurar a ordem, executando todos os ladrões. Ele tratou com honra Ananias, filho de Nebedeu, que havia sido sumo sacerdote, e era muito respeitado pelo povo. Porém alguns ladrões, durante a festa de Pentecostes, entraram em Jerusalém e tomaram, como refém, Eleazar, o filho de Ananias, e este foi forçado a pedir a Albino que libertasse dez ladrões em troca do seu filho. A partir de então os ladrões passaram a atacar a família de Ananias, para trocar reféns por seus homens.
Durante a festa dos Tabernáculos apareceu um homem, Jesus, filho de Anano, profetizando a ruína. Ele foi levado ao procurador romano, e espancado até seus ossos aparecerem, mas não disse nada, apenas coitada de Jerusalém. Albino o interrogou, mas ele só repetia as mesmas palavras, e foi solto, considerado como louco. Ele morreu anos depois, por uma pedra jogada por uma catapulta durante o cerco de Jerusalém.
Albino, durante seu período como governador, roubou cidadãos em nome da justiça, sufocou o país com impostos, libertou, por dinheiro, ladrões que eram presos pelos soldados, e deixava presos aqueles que não podiam pagá-lo.
Vários dos judeus queriam a revolução, e aqueles que eram ricos subornaram Albino para que ele não visse seus atos rebeldes. Os que gostavam de distúrbios reuniram tropas de malfeitores, e Albino era o maior deles, como um tirano e príncipe de ladrões. Ele mandava seus guardas roubar aqueles que eram mais pacíficos. Aqueles que tinham suas casas roubadas ficavam quietos, e aqueles que escavam bajulavam os ladrões, para não sofrer o mesmo destino.
Em 64, após o incêndio de Roma, Nero indicou Géssio Floro como governador da Judeia. Quando Albino soube da chegada iminente de Floro, para agradar aos cidadãos de Jerusalém, reuniu os prisioneiros que eram culpados de qualquer crime grave, e os executou, e libertou os que tinham cometido crimes mais leves, em troca de uma multa. Desta forma, as prisões foram esvaziadas, e a Judeia se encheu de ladrões.
Apesar de Albino ter tido um péssimo comportamento em sua vida privada, Floro foi tão pior, e de forma escandalosa, que os judeus depois pediram a volta de Albino.
Após ser substituído, Albino foi escolhido para ser o governador da Mauritânia Cesariense pelo imperador Nero. Durante o governo de Galba, a Mauritânia Tingitana foi adicionada aos seus domínios. Após a morte de Galba, Albino passou a apoiar Otão.  Não contente com a Mauritânia, Albino passou a ameaçar a Hispânia. o governador da Hispânia, Marco Clúvio Rufo, em resposta, mobilizou a Décima legião e passou a espalhar rumores de que Albino pretendia se proclamar rei na Mauritânia. Albino e sua esposa foram assassinados pouco depois.